# Miranda
Mirandaは、遅延評価方式の純粋関数型プログラミング言語である。作者デビッド・ターナー（David Turner）による以前の言語SASLやKRCの後継でもあり、またMLやHopeの影響も受けている。イギリスのリサーチ・ソフトウェア社（Research Software Ltd.）が販売しており、同社の商標でもある。研究目的ではない商用を目指した最初の純粋関数型言語であった。
よくある例題を解くプログラムに関して言えば、Mirandaのコードは（APLなどを別とすれば）ほとんどの主流のプログラミング言語よりも簡単で短く表現でき、他の関数型言語と同様、信頼性の高いプログラムの開発が命令型言語に比べて短期間で可能になったという報告がある。
1985年に登場した。処理系の実装としてはUnix系向けのC言語で実装されたもののみがある。後発のHaskellは多くの面でMirandaの影響を受けている。

## 概要
Miranda は遅延評価の純粋関数型言語であり、副作用がなく、命令型プログラミング機能は存在しない。
具象構文の最も大きい特徴としては、オフサイドルールを採用している。
|| からその行の終わりまでがコメントとして扱われる。別のコメント記法は「文芸的プログラミング」的なもので、行の先頭に > がない行は全てコメントとして扱われる。
Miranda の基本データ型は char、num、bool である。文字列は char のリストであり、num は内部的には2種類の形式があって、自動的に変換される（多倍長整数がデフォルトで使われ、必要に応じて浮動小数点数が使われる）。
タプルは様々な型のデータの羅列であり、抽象的な観点からは直積型である。
```
this_employee = ("Folland, Mary", 10560, False, 35)
```

リストもある。角括弧で表され、各要素はカンマで区切られる。全要素は同じ型でなければならない。
```
week_days = ["Mon","Tue","Wed","Thur","Fri"]
```

リストの連結は ++、差分は --、要素追加は :、サイズ（要素数）は #、インデックス指定は ! である。以下に使用例を挙げる。
```
days = week_days ++ ["Sat","Sun"]
days = "Nil":days
days!0
 → "Nil"
days = days -- ["Nil"]
#days
 → 7
```

その他にもリスト構築のショートカットがある。.. は要素が数列の場合に利用可能で、1 ずつ増加する数列以外も指定可能である。
```
fac n   = product [1..n]
odd_sum = sum [1,3..100]
```

さらに強力なリスト構築機能として「リスト内包表記」（ZF記法とも呼ばれていた）があり、2種類の形式がある。式を項の列に適用する形式は以下のようになる。
```
squares = [ n * n | n <- [1..] ]
```

この意味は、n の自乗のリストで、n は全ての正の整数のリストから取られる。また、ある項がその1つ前の項の関数から得られる形式は以下のようになる。
```
powers_of_2 = [ n | n <- 1, 2*n .. ]
```

これは、2のべき乗のリストである。これらの例から分かるように、Miranda では無限のリストを表現可能である。たとえばごく単純な無限のリストの例として、全ての正の整数のリスト [1..] がある。
さらに（これはHaskellには無い機能のため、Mirandaの特色と言えるが）、// という記号を使う diagonalising list comprehensions（対角化リスト内包表記）により、[1..] というような無限のリスト2つから、[(1, 1), (1, 2), (2, 1), (1, 3), (2, 2), (3, 1), ..] というようなそれらを合成したリストを作ることができる（普通の内包表記で普通に作ろうとすると、片方のリストを辿り続けてしまい、もう片方のリストを辿ることをしないため、うまくできない）。[(x, y) // x <- [1..]; y <- [1..]] というように書く。
関数への実引数の適用は sin x のように、単に関数に実引数を続ける。
Miranda は他の純粋関数型言語と同様、関数を引数として他の関数に渡したり、関数の結果として関数を返したり、データ構造に要素として関数を含むといったことが可能である。また、関数は全て1引数にカリー化されているものと見ることもでき、実引数の数が足りていない適用は部分適用となる（注意: しばしば混同されるが、「カリー化」と「部分適用」は違うものである）。例えば次のようになる。
```
add a b = a + b
increment = add 1
```

この場合、increment は自身の引数に 1 を加算する。実際、add 4 7 は2つの引数をとる関数 add だが、これも実際には単一引数 7 に 4 を加算する関数とも解釈できる。
2つの引数をとる関数を中置演算子にすることができる。例えば、上記の add 関数では、$add という項を + 演算子と同じように使うことができる。逆に2つの引数に作用する中置演算子を関数に変換することもできる。従って、次のようになる。
```
increment = (+) 1
```

これは、引数に 1 を足す関数を記述する一番単純な方法である。同様に
```
half = (/ 2)
reciprocal = (1 /)
```

といった単一引数関数を作成できる。この場合、インタプリタは除算のどちらの引数が関数の引数として供給されるのかを理解しており、引数を 2 で割る関数や 1 を引数で割る関数が得られる。
Miranda は強い型付けをする言語だが、記述上は明確な型の宣言を必ずしも要しない。関数の型が明示されない場合、インタプリタは引数の型や引数の使われ方から型推論を行う。例えばリスト逆転関数などでは、基本データ型（char, num, bool）に加えて、引数の型を問題としない anything 型がある。
```
rev [] = []
rev (a:x) = rev x ++ [a]
```

これは、任意のデータ型のリストに適用可能である。これを明示的に関数型を宣言するなら、次のようになる。
```
rev :: [*] -> [*]
```

モジュール機構による名前空間の分離機構もある。モジュール外から内部の名前が見えないようにできる。

## コード例
以下の Miranda のスクリプトは、数の集合について、全ての部分集合を求める関数である。
```
subsets []     = [[]]
subsets (x:xs) = [[x] ++ y | y <- ys] ++ ys
where ys = subsets xs
```

以下は文芸的な記法で、全ての素数のリストを与える関数 primes を定義している。
```
> || The infinite list of all prime numbers, by the sieve of Eratosthenes.

The list of potential prime numbers starts as all integers from 2 onwards;
as each prime is returned, all the following numbers that can exactly be
divided by it are filtered out of the list of candidates.

> primes = sieve [2..]
> sieve (p:x) = p : sieve [n | n <- x; n mod p ~= 0]

```

## 注
1. ↑  出典URL: https://www.cs.kent.ac.uk/people/staff/dat/miranda/downloads/, 閲覧日: 2024年5月17日, 題名: Miranda download page
2. ↑  ZFはツェルメロ・フレンケルの意
3. ↑  https://www.cs.kent.ac.uk/people/staff/dat/miranda/manual/13/3.html